# Günter Ohnemus
Günter Ohnemus (* 29. Januar 1946 in Passau) ist ein deutscher Schriftsteller und literarischer Übersetzer aus dem Englischen.

## Auszeichnungen
Ohnemus erhielt 1994 den Marburger Literaturpreis, 1998 den
Alfred-Kerr-Preis und im selben Jahr den Tukan-Preis.

## Werke
- Zähneputzen in Helsinki. Stories. Erzählungen. MaroVerlag: Augsburg 1982, ISBN 3-87512-224-0.
- Ein Parkplatz für Johnny Weissmüller. Kinogeschichten. (Als Herausgeber, zusammen mit Ilse Ohnemus). Machwerk-Verlag, Siegen 1984. ISBN 3-922524-17-6.
- Die letzten Großen Ferien. Geschichten. Erzählungen. MaroVerlag, Augsburg 1993, ISBN 3-87512-219-4.
- Siebenundsechzig Ansichten einer Frau. MaroVerlag, Augsburg 1995, ISBN 3-87512-231-3.
- Der Tiger auf deiner Schulter. Schöffling, Frankfurt am Main 1998, ISBN 3-89561-290-1.
- Reise in die Angst. Roman. Droemer Knaur, München 2002, ISBN 3-426-62416-8.
- Ein Macho auf der Suche nach seinem Stuntman. Über Literatur etc. Essay, Rede. Oktober Verlag, Münster 2003, ISBN 978-3-938568-23-1.
- Als die richtige Zeit verschwand. Droemer Knaur, München 2005, ISBN 3-426-19608-5.
- Lauter halbe Liebesgeschichten. Erzählungen. Droemer Knaur, München 2006, ISBN 978-3-426-62865-2.
- Alles was du versäumt hast. Jugendroman. Fischer Schatzinsel Verlag, München 2011, ISBN 978-3-596-85251-2.
- Ava oder Die Liebe ist gar nichts. Roman. C. H. Beck Verlag, München 2014, ISBN 978-3-406-65966-9.
- Alles. Kurzgeschichte. MaroVerlag, Augsburg 2014, ISBN 978-3-87512-914-4.
- Love, Life, Tennis and All That Jazz. Geschichten.  MaroVerlag, Augsburg 2014, ISBN 978-3-87512-460-6.
- Unschuld kennt keine Verjährung. Roman. MaroVerlag, Augsburg 2015, ISBN 978-3-87512-465-1.
- Die unglaubliche Reise des Harry Willemer. dotbooks, München 2017, ISBN 978-3-95824-931-8.

## Herausgeberschaft
- Ein Parkplatz für Johnny Weissmuller, Siegen 1984

## Übersetzungen
- Keith Abbott: Harum Scarum, "verschollen im Harem", Augsburg 1989
- Keith Abbott: Racer, Augsburg 1987
- Keith Abbott: Rhino Ritz, Köln 1992
- Keith Abbott: Totale Überraschung, Köln 1993
- Russell Banks: Gegenströmung, Zürich [u. a.] 1987
- Richard Brautigan: Die Abtreibung, München 1978, Frankfurt am Main 1985
- Richard Brautigan: Am Ende einer Kindheit, Frankfurt am Main 1989
- Richard Brautigan: Forellenfischen in Amerika, Frankfurt 1987
- Richard Brautigan: Das Hawkline-Monster, Frankfurt am Main 1986
- Richard Brautigan: In Wassermelonen Zucker, Frankfurt am Main 1988
- Richard Brautigan: Japan bis zum 30. Juni, Frankfurt am Main 1989
- Richard Brautigan: Die Pille gegen das Grubenunglück von Springhill und 104 andere Gedichte, München 1980, Berlin 1987
- Richard Brautigan: Die Rache des Rasens, München 1978
- Richard Brautigan: Sombrero vom Himmel, Frankfurt am Main 1990
- Richard Brautigan: Der Tokio-Montana-Express, Frankfurt am Main 1987
- Richard Brautigan: Träume von Babylon, Frankfurt am Main 1986
- Richard Brautigan: Eine unglückliche Frau, Augsburg, 2002
- Richard Brautigan: Willard und seine Bowlingtrophäen, München 1981, Frankfurt (Main) 1990
- Richard Brautigan: Das Geschenk für Edna Webster, Regensburg 2005
- Jennifer Egan: Farbe der Erinnerung, Frankfurt 1999
- Paul Erdman: Zero Bonds, Frankfurt am Main 1994
- Myron Levoy: Adam und Lisa, Zürich [u. a.] 1987
- Myron Levoy: Drei Freunde, Zürich [u. a.] 1984
- Tim Parks: Der Gutachter, München 1995
- Gailyn Saroyan: Strawberry, Strawberry, München 1979
- Delmore Schwartz: Der Traum vom Leben, Augsburg 2002
- Hubert Selby: Willow tree, Hamburg [u. a.] 2000